# 버지니아급 잠수함
버지니아급 잠수함은 2010년 현재 미국의 최신형 공격원잠(SSN)이다.
배수량 7천톤인 LA급 잠수함은 62척이나 건조되어 전 세계에서 작전했다. 이를 이어 배수량 9천톤인 시울프급 잠수함 29척을 계획했으나, 냉전이 종식되면서 3척만 건조하고 시울프 계획은 취소되었으며, 보다 소형인 배수량 8천톤, 척당 3조원인 버지니아급 잠수함을 건조중이다. 즉 미국의 주력 공격원잠(SSN)은 7천톤 LA급에서 8천톤 버지니아급으로 교체되고 있는 중이다.
반면, 러시아판 LA급은 아쿨라급 잠수함이다. 1991년 소련이 멸망할 때까지 아쿨라급이 건조되고 있었다. 그 후 2010년 러시아는 아쿨라급의 후속형 야센급 잠수함 1번함을 건조했다.
- 미국 해군 : LA급 잠수함 62척 -> 시울프급 잠수함 3척 (취소) -> 버지니아급 잠수함 30척 (건조중)
- 러시아 해군 : 아쿨라급 잠수함 17척 -> 야센급 잠수함 7척 (건조중)

## 수직발사관
LA급 잠수함은 원래 수직발사관이 없고 533mm 어뢰관만 장착했다. 그러나 후기형 31척에는 12개의 토마호크 미사일용 수직발사관(VLS)이 장착되었다. 버지니아급도 12개의 토마호크 미사일용 수직발사관(VLS)이 장착되었다.

## 디젤
미국에서 18척의 버지니아급 잠수함 건조 예산 290억 달러(34조원)로 AIP 장착 디젤 잠수함 30척을 건조하자는 주장이 나오고 있다.

## 미국 잠수함 전력
| 국가      | 이름       | 보유수 | 중량    | 탐지장비 | 미사일 무장     |
| --------- | ---------- | ------ | ------- | -------- | --------------- |
| 미국 해군 | 오하이오급 | 18척   | 18,000t | BQQ-6    | 트라이던트 24셀 |
| 미국 해군 | 버지니아급 | 22척   | 7,900t  | BQQ-5    | 토마호크 12셀   |
| 미국 해군 | LA급       | 35척   | 6,900t  | BQQ-5    | 토마호크 12셀   |
| 미국 해군 | 시울프급   | 3척    | 8,600t  | BQQ-5    | 토마호크 12셀   |

## 호주
2023년 3월 13일, 미국과 영국, 호주 등 오커스 회원국 정상은 핵잠수함을 호주에 조기 공급하는 계획을 발표했다. 미국은 호주에 최대 5척의 최신예 공격용 버지니아급 잠수함을 판매할 것으로 알려졌다.

## 같이 보기
- 애스튜트급 잠수함 - 2010년 현재 영국의 최신형 공격원잠(SSN)
- 야센급 잠수함 - 2010년 현재 러시아의 최신형 공격원잠(SSN)
- 루비급 잠수함 - 2010년 현재 프랑스의 최신형 공격원잠(SSN)
- 샹급 잠수함 - 2010년 현재 중국의 최신형 공격원잠(SSN)
- 버지니아급 잠수함 - 2010년 현재 미국의 최신형 공격원잠(SSN)